# Lễ hội lập tịch (người Dao)
Lễ hội lập tịch là một lễ hội của đồng bào dân tộc Dao Họ, bản Khe Mụ, Sơn Hà, Bảo Thắng, Lào Cai. Giống như lễ thành đinh của các dân tộc trên thế giới. Đó là nghi lễ đánh dấu một giai đoạn của cuộc đời con người, giai đoạn từ tuổi thiếu niên lên tuổi trưởng thành, được cộng đồng công nhận có vị trí trong đời sống và sinh hoạt. Là sự công nhận chính của cộng đồng, sự chấp nhận của thần linh cho chàng trai đó có đầy đủ mọi tiêu chuẩn của một thành viên chính thức của cộng đồng.

## Quan niệm
Để làm được một lễ lập tịch cần phải chi phí khá tốn kém về mặt kinh tế, do đó không phải ai cũng có thể làm được, dù rằng đó là điều mong ước của mọi gia đình. Bởi vì, khi chưa làm lễ này thì người đàn ông cho đến khi chết vẫn chỉ là người thường, không có vai trò gì trong cộng đồng. Đến những nơi thiêng liêng anh ta không được quyền vào, không được coi trọng trong các buổi hội hè, ăn uống, mà chỉ là người phục vụ bình thường.

## Thời gian
Do các thầy mo và gia chủ quyết định. Lễ lập tịch của người Dao Họ ở Khe Mụ kéo dài tới ba ngày và có thể hơn nữa.

## Chuẩn bị
Gia đình định làm lễ lập tịch cho con cần phải chuẩn bị gạo, thịt, tiền để làm cỗ cúng thần, mời các thầy cúng và bà con dân làng. Mọi người đến đều có quà mừng, nhưng phần chủ yếu vẫn là do gia đình tự lo.
Con trai từ 13 tuổi trở lên, nếu gia đình có điều kiện, là làm được. Có người đến chết vẫn chưa làm được thì lúc đó đình đám không được tham gia, không được vào lán thờ chỗ người ta đang làm nghi lễ mà chỉ được ở ngoài rìa. Như vậy, việc làm hay không làm lễ lập tịch có một ranh giới rất rõ ràng. Đó không chỉ với những người đang cùng chung sống mà còn với thần linh của cộng đồng.
Khi gia đình đã quyết định làm lễ lập tịch cho con, phải lựa ngày tốt đến gặp ông thầy để xem tuổi có được ngày, được tháng, được năm hay không. Sau đó về nhà, 20 ngày sau tiếp tục xem chân giò, nếu chân giò mà đẹp, tức là làm được - thần linh đã đồng ý. Gia đình lấy một tờ giấy, viết tên tuổi chàng trai, tên tuổi của thầy và ngày tháng gia đình sẽ làm và mời thầy đến. Việc mời thầy phải trước ít nhất 7 ngày để thầy chuẩn bị tìm những người giúp việc và xem sách dạy các bước làm, sắm sửa các đồ trang trí để đến ngày đó mang tới gia đình. Điều này rất quan trọng bởi vì đối với người Dao Họ, mỗi một bước làm trong mọi nghi lễ đều có sách quy định. Vả lại việc trang trí trong một buổi lễ rất công phu, nào là viết sớ, dán tranh thờ, trang trí bàn thờ, đồ thờ và các vật hành lễ. Do đó cần phải có sự chuẩn bị trước hết sức tỉ mỉ.
Về phía gia đình một mặt tiếp tục chuẩn bị lễ vật, mời anh em họ hàng gần xa, mặt khác nhờ bà con anh em ở gần đến dựng lán thờ.

## Hai loại Tam Thanh và Tam nguyên
Tam Thanh đơn giản hơn Tam Nguyên, nhưng người làm Tam Nguyên xong sẽ ở thứ bậc cao hơn so với Tam Thanh. Làm Tam Thanh hay Tam Nguyên là do truyền thống của từng gia đình. Nếu trước kia trong gia đình ông bố làm Tam Thanh thì nay cũng chỉ làm Tam Thanh cho con. Nếu bố trước kia đã làm Tam Nguyên thì nay con cũng phải làm Tam Nguyên. Tam Nguyên đòi hỏi tốn kém và các nghi lễ phức tạp, do vậy không phải ai cũng làm được, mà chỉ những người có điều kiện.

## Lán thờ
Nơi sẽ tiến hành các nghi thức chính thức cho lễ lập tịch. Lán được xây dựng trên một khoảng đất bên cạnh hoặc ở ngoài xa nhà ở một chút, theo đúng kiểu một ngôi nhà thu nhỏ. Đặc biệt là một bên mái được khoét trống ở giữa nhưng thẳng từ vách lên chứ không phải ở giữa mái. Nơi đó sẽ dựng một bàn thờ ngoài trời. Bàn thờ được dựng trên 4 cọc. Toàn bộ lán thờ được thưng kín bằng vách xung quanh, chỉ để một cửa ra vào. Trên khắp bốn vách được dán kín bởi rất nhiều tranh thờ, giấy màu, các tờ sớ và những hình cắt dán rất công phu. Theo chiều dọc của lán thờ có dựng 4 khối cọc thẳng nhau theo nóc lán, xung quanh bốn khối cọc (mỗi khối gồm nhiều cọc tre nhỏ bó lại) được dán kín bằng giấy màu, sớ.v.v... Theo suy nghĩ của người Dao họ, đó là nơi nhốt các ma để chúng không quấy phá con người trong ngày lễ. Có thể nói hầu hết các nghi lễ quan trọng đều được tiến hành tại đây và nó là trung tâm của những ngày lễ. Việc dựng lán thờ là một việc làm hết sức công phu, nên gia chủ phải báo trước để thầy cúng chuẩn bị. Đến ngày ông thầy đến trang trí lán thờ, mọi việc ông đều dựa trên luật tục đã quy định mà bàn bạc, thỏa thuận cùng gia chủ cho hợp lý, chứ không bao giờ độc đoán bắt gia chủ phải nhất nhất tuân theo ý của mình.

## Dây đan võng
Nhà chủ chọn lấy vài người thân cận đi lấy dây để đan võng. Đó là một tấm lưới được đan bằng những cây leo trong rừng để đỡ chàng trai sau khi đã hoàn thành các nghi lễ Tam Nguyên từ trên trời trở lại với cộng đồng. Người đi lấy dây làm võng không cần phải lựa chọn kỹ, nhưng loại dây leo để làm võng phải được lựa chọn rất kỹ. Đó là loại dây leo dài, dẻo và chỉ chọn những cây leo vắt qua ngòi nước hoặc suối và thật xoắn. Loại cây leo đó gọi là tay thảy mảy, đã được truyền từ đời nọ qua đời kia, dùng để bện võng. Thường thường những người đi tìm dây leo là những người đã rất thông thạo, biết ở chỗ nào có nhiều loại dây đó. Người ta đến lấy và cuộn thành bó khiêng về bóc hết vỏ, chỉ lấy ruột rồi tước ra để thành đống sẵn đó.

## Bàn địa
Nơi thực hành những nghi lễ cuối cùng của người lập tịch Tam Nguyên. Tại đây, sau khi đã làm xong các nghi lễ, người thụ lễ sẽ buông mình rơi xuống tấm lưới võng do mọi người cầm đỡ ở dưới, biểu tượng cho một cuộc thử thách dài, qua hết các đoạn đường và từ trên trời trở về với cộng đồng.
Nơi đặt bàn địa là vị trí cao ráo, thoáng ở đầu bản. Tại đó người ta dựng 4 chiếc cọc bằng bốn đoạn gỗ to, khỏe và chắc chắn. Trên đầu bốn cọc ấy được đặt một chiếc bàn hướng về phía đông, đó cũng là nơi người làm lễ lập tịch phải rơi xuống. Bàn gỗ được cột chặt vào bốn góc ở độ cao từ 2,5m đến 3m. Một chiếc thang dài 3m được đặt phía tây gắn vào mép bàn. Thang gồm 12 bậc, tượng trưng đường đi lên trời.
Trước khi làm bàn địa, người ta sắm một mâm lễ vật gồm hương, gạo, trứng, rượu. Thầy cúng đặt mâm lễ ấy trên chỗ đất sẽ làm bàn địa. Trên mâm lễ còn có một con dao găm. Sau khi thầy cúng khấn vái xong liền cầm con dao găm vạch ra mấy vạch ở chỗ sẽ chôn cọc, tựa như thần linh đã mách bảo chỗ phải đặt bàn địa. Sau đó, thầy cúng cầm chiếc rìu, sẽ dùng để chặt cây làm cọc, dâng lên trước mâm lễ và khấn, rồi cầm rìu ra chặt vào các cây đã để sẵn cạnh đó. Thầy cúng tiếp tục khấn một vài lời nữa và lấy con dao găm trên mâm ra đo độ dài của cọc để lấy kích thước. Lấy xong ông thầy khấn tiếp vài lời nữa rồi mọi người bắt tay vào việc.
Việc thực hành nghi lễ cúng này có hai người. Một ông thầy đứng ở trước mâm lễ đọc tất cả những lời khấn, còn một ông khác ngồi đối diện sát mâm thực hiện những bước đã kể trên theo lời khấn của ông thầy đứng trước mâm. Khi xong các nghi thức, những người đàn ông, mỗi người góp một tay để làm bàn địa, người đào hố, người chặt cây, người buộc thang. Các thầy cúng kiểm tra lại độ chắc chắn của thang, của bàn rồi mọi người dùng lá chuối phủ lên. 
Trong lúc ở dưới đầu bản làm bàn địa thì trên nhà gia chủ, người ta gây mối để đan võng. Mối gây như một chiếc chôn quang, xung quanh chiếc võng tròn kiểu chôn quang này, cách đều từng đoạn, người ta buộc sẵn các sợi dây dài ra các phía, để sau này cứ theo các đoạn dây ấy mà đan tiếp vào làm thành một tấm lưới võng. Gây mối xong, người ta dồn tất cả đống dây leo đã tước sẵn ấy thành một đống, buộc gọn lại, đợi đến lúc đem ra chỗ bàn địa để đan võng. Trong lúc mọi người gây mối để đan võng, có nhạc của chiêng và trống kèm theo.

## Phần lễ hội
Nhiều nghi lễ và sinh hoạt tín ngưỡng được tiến hành trong thời gian đó. Người ta thường kết hợp làm cả lập tịch cho Tam Thanh, Tam Nguyên và làm chay (hay còn gọi là làm ma khô) vào cùng một lần. Người ta quy định rõ cho từng ngày trong thời gian diễn ra lễ lập tịch phải làm những gì.
- Lễ trình trước bàn thờ tổ tiên.
- Các nghi lễ ở trong lán thờ.
- Các nghi lễ ở ngoài bàn địa.

Trong số này, dài nhất và phức tạp nhất là các nghi lễ diễn ra ở trong lán thờ. Đây là nơi hành lễ chính thức và gồm rất nhiều lễ như lễ cúng cầu, lễ múa gà, lễ cân lợn, làm bùa, lễ dẫn đường cho Tam Thanh và Tam Nguyên.v.v... Về thời gian, trong ba ngày thì ngày đầu tiên thực hiện những nghi lễ mở đầu cho lễ lập tịch, cúng tổ tiên, thần linh để báo cho biết, mời họ về dự và giúp đỡ đuổi tà ma; đón khách đến thăm hỏi dự lễ, chuẩn bị lán thờ. Ngày thứ hai tiếp tục trang trí lán thờ, dán tranh, viết sớ, yểm bùa trừ tà ma, làm bàn địa, đan võng và cúng lễ trong lán thờ đến hết đêm. Sang ngày thứ ba thì từ lúc chưa sáng đã tiến hành múa gà, cân lợn và kết thúc các nghi lễ trong lán thờ để sau đó thực hiện các nghi lễ cuối cùng là nghi lễ nhảy võng từ trên bàn địa. Sau nhảy võng là kết thúc lễ lập tịch. Nếu gia đình nào kết hợp làm chay thì sau lễ nhảy võng một lúc người ta sẽ tiến hành làm chay.

## Lễ nhảy võng của người làm Tam Nguyên
Đó là khi anh ta buông mình rơi từ trên bàn địa xuống tấm lưới to do nhiều người đàn ông khác từ dưới căng ra và đỡ. Người Dao Họ quan niệm rằng việc họ hứng tấm lưới ấy ra chờ đón người con của cộng đồng, sau khi đã trải qua mọi thử thách, được thần đất, thần gió, được tổ tiên và các vị thần linh khác che chở, nay đã chính thức được làm một người con của gia đình, dòng họ, một thành viên của cộng đồng với đầy đủ phẩm chất của nó.
Vào sáng ngày thứ ba, sau khi những nghi lễ đã kết thúc, tại lán thờ lúc này, người ta choàng cho người làm Tam Nguyên một chiếc áo dài đỏ, một chiếc khăn thêu trùm lên đầu. Hầu hết tất cả các thầy cúng có mặt tại đây để tiến hành nghi lễ. Bảy ông thầy, một người cầm dao, một số tay không, đi xung quanh Tam nguyên, vừa vỗ tay vừa tung dao chém vào khoảng không. Sau đó, họ cầm mỗi người một ngọn nến đi vòng quanh Tam Nguyên. Hết vòng, tất cả cùng chụm tay vào trán Tam Nguyên, lầm rầm đọc thần chú, rồi cùng áp tay vào bụng, vào chân Tam Nguyên đọc thần chú. Một ông thầy đứng bên ngoài đọc to các lời khấn. Tiếp đến tất cả các ông thầy cùng nhau ngồi xuống trước bàn thờ để đọc lời khấn. Đọc xong, một ông thầy trang phục giống như Tam Nguyên, đầu đội mũ có đuôi, trán có đeo một bức tranh vẽ một vị thần, nối với Tam Nguyên bằng một tấm vải ở trước bụng, dắt tam nguyên đi vòng quanh chiếc cột ở giữa lán thờ. Các thầy có mặt cùng nhau đọc những lời khấn viết sẵn trên giấy và chuẩn bị đi xuống bàn địa.
Đoàn người dẫn tam nguyên xuống bàn địa gồm có: Người đi đầu tiên cầm hai kiếm, vừa đi vừa múa. Theo sau là một người cầm thước, một người cầm kiếm và một người đeo mặt nạ. Rồi tiếp đến hai người với những chiếc tua vải ở tay vừa đi vừa múa. Kế đến là một ông thầy dẫn Tam nguyên đi. Ông này đi giật lùi, mặt đối mặt với Tam Nguyên để dẫn đường. Lần lượt theo sau là một ông thầy đội mũ, mặc áo đỏ, tay ôm sách; một người cầm hương, một người đọc lời khấn trong lúc đi. Hai người khiêng võng cùng dàn nhạc và mọi người đi theo.
Đến bàn địa, tất cả đi quanh bàn địa thuận chiều kim đồng hồ. Phía trước mặt bàn địa, về hướng đông, có đặt một chiếc bàn hương và một bức tranh thánh, phía đối diện bàn này ở hướng tây, sau chân thang lên bàn địa, cũng đặt một bàn hương như thế. Sau khi ba vòng đi quanh thang kết thúc, nến được thắp và cắm dọc hai bên của 12 bậc thang lên bàn địa. Tam Nguyên cùng ông thầy dẫn đường bước lên bậc đó. Các ông thầy cúng khác ngồi hết lên các bậc thang còn lại phía trên. Sau đó tất cả các ông thầy trên đó từ từ đi xuống, một ông thầy khác từ dưới đất bước lên thang vừa đi vừa khấn, vừa xua tay và gạt hết những cành lá chuối che trên đó xuống. Một ông thầy đứng trước chân thang đọc lời khấn. Một ông khác tiếp tục trèo lên thang. Khi lên tới bàn, ông ta đứng dậy làm những động tác thần chú và múa ở trên đó. Một tay ông cầm tua vải, tay kia cầm một chiếc gậy bằng gỗ, một đầu vót nhọn, một đầu là con dao. Sau khi múa xong, ông ta không đi xuống theo bậc thang, mà nhảy xuống. Lúc đó ông thầy đang đứng đọc khấn trước chân thang tiếp tục lên. Tay ông cầm con dao có đeo một vòng tiền xu ở cán, khi lên tới bàn ông lấy tay vạch trên mặt bàn và thì thầm đọc lời niệm chú. Kết thúc ông ta cũng nhảy xuống. Một điều đáng lưu ý là cả hai ông này mỗi khi nhảy xuống đều vỗ hoặc xoa tay vào cột ở bàn địa rồi mới nhảy. Mặt bàn khá cao so với mặt đất nên các ông đều trèo thả chân rồi mới nhảy chứ không nhảy thẳng từ trên mặt xuống.
Khi ông thầy cầm dao có vòng tiền kết thúc nghi lễ của mình thì ông thầy dẫn Tam Nguyên bắt đầu lên. Hai thầy trò cùng lên cầu thang song song với nhau, mỗi người một bên. Vừa đi vừa cúi xuống dùng tua vải xua xua hai bên như để dẹp đường. Đến cạnh bàn, ông thầy cũng niệm chú rồi đỡ Tam Nguyên lên mặt bàn. Ông ta lấy ra những mảnh vải trắng và đen (do ông chủ nhà sắm sẵn và đưa lúc ông thầy còn đứng dưới chân cầu thang bắt đầu kẹp vào ba khe ngón tay giữa của Tam Nguyên, mỗi khe ba cặp. Những tấm vải dùng quấn ở bụng của cả thầy lẫn trò được cởi ra và luồn xuống khe thang. Ông thầy nhảy xuống khỏi thang vào bàn địa bị chặt đứt và thang được đem đi. Trên bàn lúc này chỉ còn Tam Nguyên ngồi xuống, quay lưng về hướng đông (nơi sẽ rơi xuống, mắt nhìn về hướng tây nơi ông thầy sẽ chủ huy cuộc nhảy võng. Ông thầy cầm con dao khi nãy bây giờ ngồi cách bàn địa khoảng 5m, bắt đầu hành lễ. Ông ta hô lên hai tiếng ê, ê báo cho tam nguyên biết cuộc lễ bắt đầu. Sau đó, ông ta hô tiếp một lần đồng thời nhổm người lên một ít, hô lần thứ hai đứng khom và hô lần thứ ba đứng thẳng người lên. Xong việc này, ông dang tay phải sang phải và cũng hô ba lần, mỗi lần hô là một lần nâng dần lên, đến câu thứ ba thì giơ thẳng lên đầu. Hết bên phải chuyển sang bên tay trái. Cứ mỗi lần hô và làm động tác này thì Tam Nguyên ở trên bàn cũng nhìn mà làm theo, và xong một bên tay thì Tam Nguyên thả một cặp hai miếng vải đen trắng ở một kẽ tay. Cứ như vậy sau sáu lần thì số mảnh vải kẹp ở tay cũng hết.
Xong việc thả các mảnh vải, theo lời hô của thầy, Tam Nguyên đứng thẳng và ngồi xuống, hai tay bó vào gối. Lại ba lần hô, Tam Nguyên theo đó mà chụm chân và xoay dần ra mép bàn phía đông. Trong lúc đó, mọi người ở dưới cùng nhau trải võng cho căng ra. Trên mặt võng trải 12 cái chăn đan chéo nhau, đồng thời lấy gạo vãi khắp mặt võng. Số chăn phải xếp sao cho để lúc người Tam Nguyên nhảy xuống thì tất cả các đầu chăn phải chụm lại phủ kín toàn bộ người nhảy võng.
Tam Nguyên cứ nhích dần, nhích dần. Đến lần hô thứ ba thì buông mình rơi xuống võng theo đằng lưng xuống trước. Khi xuống tới nơi, tất cả các chăn phủ kín Tam Nguyên. Anh ta không được động đậy mà vẫn giữ nguyên tư thế ngồi bó gối. Chỉ đến khi các thầy xông vào, lấy tay đập vào đầu gối, lúc ấy Tam Nguyên mới được bỏ tay ra và duỗi thẳng người và chân. Các thầy cởi áo của mình ra đắp cho Tam Nguyên. Người ta bắt đầu đọc những lời thần chú. Sau đó người ta nâng Tam Nguyên ngồi dậy, các thầy lần lượt vào dùng dấu bùa đóng (tượng trưng) và niệm chú cho Tam Nguyên, bón trứng và cơm cho Tam Nguyên. Người ta đem đến một cuộn vải và chiếc ống nứa để dốc tiền vào lòng Tam Nguyên để kiểm tra âm dương rồi xé cho Tam Nguyên hai đoạn vải.
Mọi thủ tục như vậy là xong. Giờ đây chàng trai ấy coi như đã được cấp sắc là Tam Nguyên. Và anh ta đã trở thành một ông thầy Tam Nguyên mới và hoà vào dòng các thầy múa ba vòng xung quanh bàn địa. Trong lúc vừa múa các thầy cùng nhau chặt võng ra nhiều mảnh và đem vứt ra bốn phía. Lễ kết thúc, mọi người lại nhảy múa trở về nhà trong tiếng nhạc rộn rã.

## Kết thúc
Những người hôm qua dựng bàn địa nay lại tự tay phá nó ra, ngoài những người đó không ai được làm. Lán thờ được dỡ và đem ra khỏi khu vực nhà ở để đốt đi.
Lễ lập tịch là một lễ hội vừa phong phú vừa phức tạp, trong đó chứa đựng rất nhiều các phong tục, tín ngưỡng của dân tộc Dao Họ. Nó gồm nhiều loại hình múa, nhạc, lễ và đặc biệt là số lượng lớn những bài cúng do các thầy cúng đọc từ các sách đã được quy định từ lâu đời, có ý nghĩa rất quan trọng đến đời sống vật chất vào tâm linh của tộc người này.